# 寺村美穗
寺村美穗（日语：／ Teramura Miho，1994年9月27日—），日本女子游泳运动员，2014年亚洲运动会女子200米个人混合泳铜牌得主、2018年泛太平洋游泳锦标赛女子200米个人混合泳铜牌得主、2018年亚洲运动会女子200米个人混合泳铜牌得主。